# Rineloricaria sneiderni
Rineloricaria sneiderni är en fiskart som först beskrevs av Fowler, 1944.  Rineloricaria sneiderni ingår i släktet Rineloricaria och familjen Loricariidae. Inga underarter finns listade i Catalogue of Life.